# Ithaca (Michigan)
Pour les articles homonymes, voir Ithaca.
Ithaca est une ville située dans l’État américain du Michigan. Elle est le siège du comté de Gratiot. Selon le recensement de 2000, sa population est de 3 098 habitants.